# Герман Парреньйо
Герман Парреньо Бош (ісп. Germán Parreño; нар. 16 лютого 1993, Ельче, Іспанія) — іспанський футболіст, воротар футбольного клубу «Ібіца».

## Життєпис
Народився 16 лютого 1993 року в місті Ельче. Виступи розпочав за місцеву команду «Ельче» у юнацьких командах. У 2007 році отримав запрошення від «Еспаньйола».
В сезоні 2011/12 провів свої перші виступи за резервну команду — «Еспаньйол Б», яка виступала у Терсері.
Згодом уклав нову угоду та перейшов до основної команди каталонців. 6 квітня 2014 провів свою першу гру у Ла-Лізі, замінивши відстороненого від ігор Кіко Касілью. В свої першій грі команда Германа поступилася «Севільї» з рахунком 4:1. Згодом перейшов в оренду в «Расінг» до червня 2014-го. Відігравши визначений час повернувся до розташування команди.
18 серпня 2015 перейшов до складу «Жирони» на умовах оренди строком на один сезон. Дебютував за клуб 9 вересня у матчі-відповіді другого раунду Кубку Іспанії 2015/16 проти «Хімнастіка», в якому команда Парреньйо програла у серії післяматчевих пенальті 3:2 (2:2 в додатковий час). У чемпіонаті так і не дебютував, програвши конкуренцію Ісааку Бесеррі.
30 червня 2016 року сплив термін оренди і гравець повернувся до «Еспаньйола», проте клуб не став пролонговувати з ним контракт. Парреньйо став вільним агентом.
6 серпня «Ельче» оголосив про підписання контракту з футболістом. За клуб дебютував 6 вересня у виїзному матчі другого раунду Кубка Іспанії 2016/17 проти «Мірандеса» (2:2 дч, пен. 3:4). Дебют у чемпіонаті стався 3 грудня. Напередодні матчу основний воротар команди Хуан Карлос мав проблеми з ахілловим сухожиллям, тому Парреньйо, який був другим та останнім (на заміні у матчі сидів воротар другої команди «Ельче» Давід Гомес) воротарем, вийшов у стартовому складі. «Біло-зелені» у підсумку програли з рахунком 1:0.
Наступної можливості вийти на поле Герману довелося чекати до 10 червня 2017 року. Він стояв на воротах у матчі останнього, 42 туру Сегунди, коли перед командою вже не стояло ніяких задач. За підсумком сезону «Ельче» вилітав у третій за силою дивізіон Іспанії — Сегунду Б і навіть теоретичної перемоги над «Ов'єдо» не вистачало для того, щоб досягти 18 місця та зберегти прописку у чемпіонаті. Парреньйо не зміг втримати ворота на замку та пропустив двічі, й «Ельче» вилетів з Сегунди, посівши 21 місце з 22 команд.
Клуб не став продовжувати контракт з воротарем й Парреньйо подався до «УКАМ Мурсії», яка грала у Сегунді Б.
Дебютував за клуб 21 серпня у матчі 1 туру чемпіонату проти другої команди «Гранади», який Мурсія виграла з рахунком 1:0. З того часу був основним воротарем команди. 17 грудня на 44-й хвилині матчу 19 туру чемпіонату проти «Сан-Фернандо» отримав перелом великогомілкової та малогомілкової кісток та був замінений на Естеве Пенью.
Відновлення від травми зайняло більше ніж півроку. Наступного разу Парреньйо вийшов на поле 26 серпня 2018 року у матчі 1 туру Сегунди Б проти «Ліненсе». Починаючи з цього матчу і далі, Герман був капітаном команди.
1 липня 2019 року на правах вільного агента перейшов до складу «Ібіци». Дебютував у складі команди 25 серпня 2019 року у матчі проти «Лас-Пальмас Атлетіко». У сезоні 2019/20 клуб посів 2 місце у першій групі Сегунди Б, поступившись першим місцем «Атлетіко Балеарес», який набрав на 2 очки більше. У першому раунді плей-оф за право виходу до Сегунди Ібіца програла «Корнельї» 1:2 та залишилася у Сегунді Б.
Окрім цього клуб вперше у своїй історії взяв участь у розіграші Кубку Іспанії. Парреньйо відстояв на нуль матч першого раунду з «Понтеведрою», допомігши перемогти з рахунком 0:2, а у другому раунді допоміг перемогти «Альбасете» у серії післяматчевих пенальті. У третьому раунді команда з Сегунди Б приймала на домашньому стадіоні «Барселону». Господарі матчу відкрили рахунок на 7-й хвилині, проте Парреньйо двічі пропустив від Антуана Грізманна у кінцівці матчу та завершив шлях команди у змаганні (1:2).
У наступному сезоні команда спочатку виграла свою підгрупу III-B, програвши лише 2 матчі з 18 та випередивши, зокрема, «Еркулес» та другі команди «Вільярреалу», «Валенсії» та «Леванте». Завдяки перемозі у підгрупі III-B клуб потрапив до групи III-C, в якій також посів перше місце, зазнавши поразки у 4 матчах з 24 загалом, та перегравши, зокрема, «Барселону Б». В плей-оф за право виходу до Сегунди клуб на чолі з Парреньйо переграв у півфіналі по пенальті «Кастілью», а у фіналі мінімально здолав колишній клуб Германа — «УКАМ Мурсія». В цьому ж сезоні «Ібіца» перемогла «Компостелу» у додатковий час матчу першого раунду Кубка Іспанії. У другому раунді «Ібіца» сенсаційно розгромила «Сельту», яка виступала у Ла-Лізі, найвищому дивізіоні Іспанії (5:2). У третьому раунді клуб поступився «Атлетіку» з Більбао з рахунком 1:2.